# Каренит
Каренит (лат. Karenites) — род терапсид из семейства Karenitidae подотряда тероцефалов. Его ископаемые остатки наружены в слоях верхней перми (северодвинский ярус (265—254 млн лет назад), верхнесеверодвинский подъярус) в Котельниче (Россия). Единственный вид Karenites ornamentatus описан Л. П. Татариновым в 1995 году.

## Описание
Каренит был мелким тероцефалом. Длина его черепа 7 сантиметров, общая длина 40 сантиметров. Череп с крупными глазницами, и высоким сагиттальным гребнем. Заклыковые зубы небольшие, короткие, затылочный мыщелок глубокодвураздельный. У этого тероцефала впервые среди териодонтов описан панцирь на спине, Он состоит из ряда широких кожных окостенений.
Обнаружены рудименты дополнительных пальцев кисти.